# Charlus (chanteur)
Charlus, de son vrai nom Louis-Napoléon Defer, né le 6 septembre 1860 à Aumale et mort le 21 février 1951 à Verberie, est un chanteur français.

## Biographie
Attiré très tôt par la chanson, Charlus monte à Paris âgé de 17 ans. Le service militaire le rattrape, il est incorporé de 1881 à 1885. Il débute vers 1886 au café-concert L'Époque en imitant le célèbre Paulus. En 1889, il est à l'affiche du Concert Parisien aux côtés d'Yvette Guilbert.
Sans grand triomphe, il parvient à se produire partout en France et dans quelques villes d'Europe.
En 1896, Emile Pathé, de la société Pathé Frères lui permet d'enregistrer pour la firme. Selon Charlus, il aurait enregistré pas moins de 80 000 chansons pendant sa carrière ce qui lui vaut le surnom de « forçat du gramophone ». À l'époque où il débute, il est vrai que les cylindres sont enregistrés un par un, ou au mieux par groupe de trois. Il enregistre notamment en 1903 la chanson à dire publiée en 1895 par Gustave Nadaud La Garonne (Si la Garonne avait voulu) (reprise en 1976 par Julos Beaucarne).
Puis, Charlus devient chef de l'enregistrement du café-concert pour la firme Pathé, gravant ainsi, pour l'histoire de la chanson, les voix d'Yvette Guilbert, Anna Thibaud, Dranem, Fragson, Polin [réf. nécessaire]
Charlus enregistre ses derniers titres vers 1930 avant de se retirer dans l'Oise puis de rédiger succinctement des mémoires publiés dans les années 1950.
Charlus écrit dans ses mémoires J'ai chanté : 

« Je gagnais des haricots, comme nous disons dans notre argot d'artistes. Mais comment aurait-il pu en être autrement ? Quand il fallait fabriquer de la façon que je viens de dire les cylindres destinés à la vente, et que le prix unitaire de ceux-ci était de 1fr.25 et de 2 francs, […], un chanteur ne pouvait raisonnablement demander plus de cinquante centimes par audition. Mais au moins, je chantais ! [...] J'étais au boulot dès huit heures du matin. Je me débarrassais de mes vêtements… superflus, retirais col et cravate, et je chantais. […]. Vous auriez ri de la posture que nous étions obligés de prendre pour chanter nos duos. Nous ne pouvions rester dans l'axe du pavillon, qui n'avait guère que 25 cm de diamètre, qu'en nous serrant l'un contre l'autre. Elle me tenait par le cou, moi je la tenais par la taille. Il ne fallait pas bouger…[réf. nécessaire] »

## Répertoire
- Le Muet Mélomane, monologue d'Ernest Gerny, 1906.
- Y a d'quoi vous démonter. Désillusion comique, chantée par Paulus. Paroles Ch. Wall & Bataille, musique A. de Villebichot. Ed. C. Joubert.
- De Paris à Rouen (1912) Paroles : Bordeaux -Musique Serpieri. Pathé saphir gravé 2594.